# Haba Haba
Haba Haba – singel norwesko-kenijskiej piosenkarki Stelli Mwangi, wydany 11 marca 2011 roku nakładem wytwórni płytowych EMI Music oraz Mwangi Records w formacie digital download. Singel promuje drugi album studyjny wokalistki Kinanda.
W 2011 roku z utworem „Haba Haba” wokalistka zwyciężyła w norweskich eliminacjach do Konkursu Piosenki Eurowizji, dzięki czemu reprezentowała Norwegię podczas 56. edycji konkursu. Piosenkarka zaprezentowała singel w pierwszym półfinale konkursu w Düsseldorfie, nie zakwalifikowała się jednak do finału, zajmując ostatecznie 17. miejsce.
Utwór „Haba Haba” trafił na 1. miejsce w zestawieniu norweskiej VG-Listy.
Do singla nakręcono teledysk w reżyserii Frederica Esnaulta. 

## Lista utworów
Opracowano na podstawie materiału źródłowego.
1. „Haba Haba” –  2:59